# Пилипчак Марія Іванівна
Пилипчак Марія Іванівна — композитор, етнограф, керівник дитячого фольклорного ансамблю «Цвітень», утвореного 1986 року при Національному заслуженому академічному народному українському хорі України імені Григорія Верьовки.
Пилипчак Марія Іванівна народилася 12 травня 1955 року в м. Хуст Закарпатської області. У 1980 році закінчила Ленінградську консерваторію. Того ж року почала працювати викладачем в Інституті культури в Києві. З 1982 р. — хормейстер національного народного хору ім. Г.Верьовки. З 2008 р. — старший науковий співробітник АН України інституту ім. М.Рильського
Член Національної всеукраїнської музичної спілки та Спілки композиторів України.
Автор книг «Колядки та щедрівки», «Веснянки», дитячий ігровий фольклор «Грайлик», «Співає „Цвітень“», «Колискові», двотомник «Пісні українського весілля», «Щедрий вечір», «Школа ритму», статей, етнографічних фільмів. Марія Пилипчак випустила 6 аудіо-дисків: «Співає „Цвітень“» (1, 2), «Веснянки» — експедиційні записи, колядки та щедрівки, колискові пісні та «Грайлик». З ансамблем «Цвітень» гастролює як вдома, так і за межами країни (Франція, Німеччина, Польща та інші країни)